# Eddie Stijkel

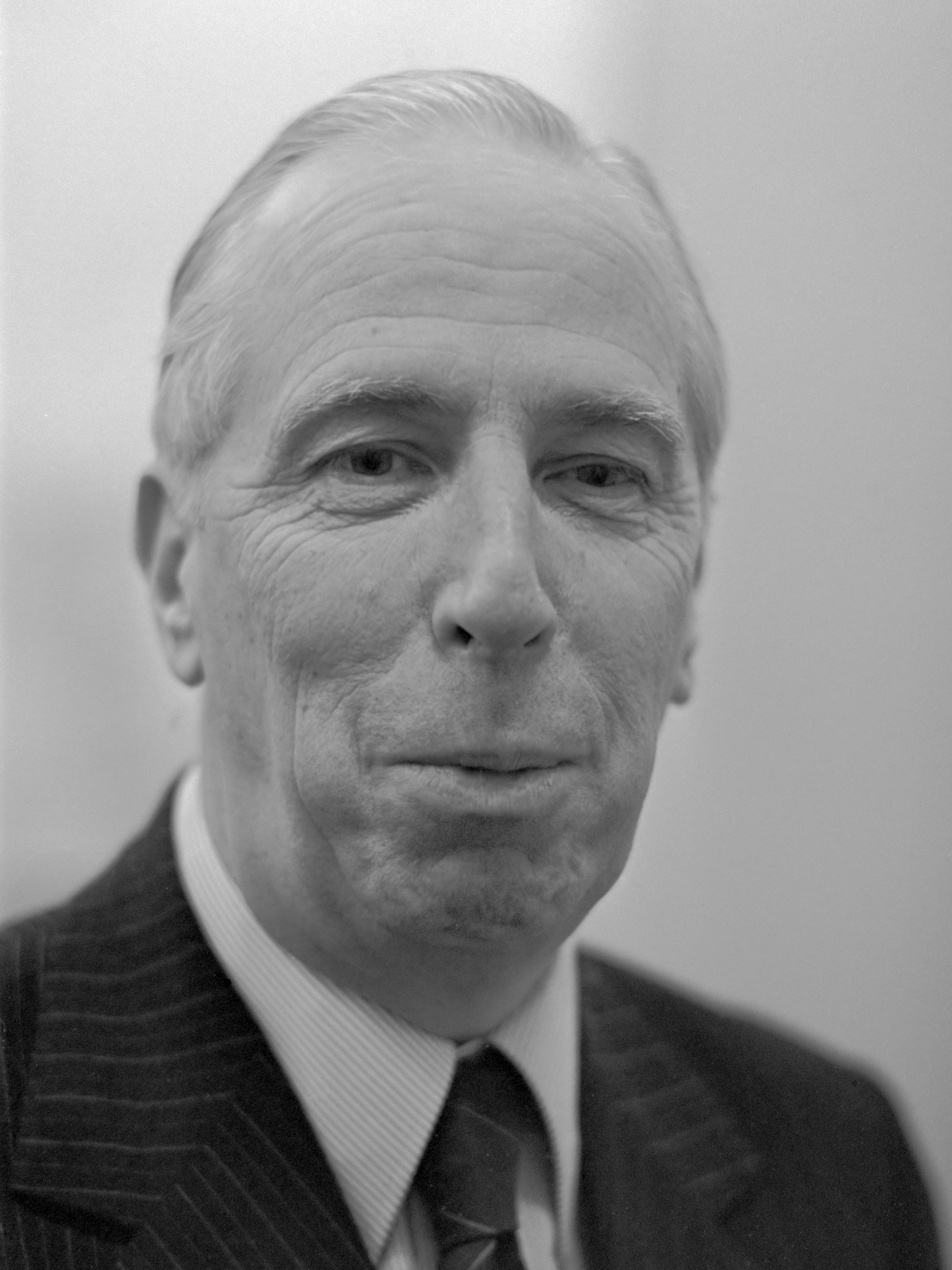
Eddie Stijkel (1978)

Eildert Geurt „Eddie“ Stijkel (* 17. November 1918 in Arnhem; † 1. Oktober 1982 in Bilthoven, Provinz Utrecht) war ein niederländischer Politiker der Volkspartij voor Vrijheid en Democratie (VVD).

## Leben
Eildert Geurt „Eddie“ Stijkel absolvierte ein Studium der Wirtschaftswissenschaften und war nach dem Zweiten Weltkrieg Regierungsberater und als solcher 1950 verantwortlich für die Verhandlungen um 1950, die zur Gründung der Europäischen Zahlungsunion (EZU) führten. Er war ferner Berater von Pieter Oud, dem damaligen Vorsitzenden der Volkspartij voor Vrijheid en Democratie (VVD). Es gelang ihm allerdings nicht, diesen 1951 von dessen Haltung zu Niederländisch-Neuguinea abzuhalten, was zu einer Regierungskrise führte. Er war in der Folgezeit Generaldirektor der Europäischen Atomgemeinschaft (EURATOM).
Daraufhin übernahm Eddie Stijkel am 15. Oktober 1959 im Kabinett De Quay den Posten als Staatssekretär für Verkehr im Ministerium für Verkehr und Wasserwirtschaft (Staatssecretaris van Verkeer en Waterstaat, belast met vervoersaangelegenheden) und übte diese Funktion bis zum 24. Juli 1963 aus. Als Staatssekretär für Verkehr war er zuständig für internationalen Straßen-, Wasser-, Eisenbahn- sowie Luftverkehrsangelegenheiten und ab 1960 auch mit nationalen Transportangelegenheiten, einschließlich der Angelegenheiten, die die niederländischen Eisenbahnen (Nederlandse Spoorwegen) betrafen. In dieser Funktion führte er Verhandlungen mit den Vereinigten Staaten über die Landerechte der Fluggesellschaft KLM Royal Dutch Airlines an der Westküste der Vereinigten Staaten. Die Verhandlungen scheiterten allerdings im Januar 1960. 1963 vertrat er das Kabinett im Parlament (Generalstaaten) bei den Vereinbarungen über die Ems Dollart Region und die Rheinfrage in der Gesetzesvorlage zur Genehmigung des Vertrages mit Deutschland. 1963 legte er zusammen mit dem Minister für Soziales und Gesundheit Gerard Veldkamp und Verteidigungsminister Sim Visser das Gesetz über gefährliche Stoffe (Wet gevaarlijke stoffen), das Vorschriften für den Transport, die Verpackung, die Lieferung, die Lagerung und die Entsorgung gefährlicher Stoffe wie Chemikalien, Munition, Sprengstoffe und Chemikalien enthält. Darüber hinaus legte er 1963 das Gesetz über die Beförderung von Kohle und Stahl zu Frachtpreisen (Wet vrachtprijzen vervoer van kolen en staal) vor, mit Artikel 70 des EGKS-Vertragess über die Verpflichtung zur Veröffentlichung von Tarifen für den Transport von Kohle und Stahl in den sechs Mitgliedstaaten umgesetzt wurde, um den freien Wettbewerb zu ermöglichen. 
Stijkel befand sich 1963 auf dem Entwurf der VVD-Kandidatenliste für die Zweite Kammer der Generalstaaten (Tweede Kamer der Staten-Generaal) als vorgesehener Sprecher für europäische Angelegenheiten, zog sich aber aufgrund eines Streits mit dem Hauptvorstand des VVD über eine Passage im Wahlprogramm über die niederländische Haltung gegenüber Frankreich zurück. Daraufhin wurde er Vorsitzender der Handelskammer von Amsterdam und erhielt für seine Verdienste 1963 das Ritterkreuz des Orden vom Niederländischen Löwen verliehen. Zugleich war er zwischen dem 1. Juni 1964 und dem 1. Oktober 1967 Mitglied des Vorstands von N.V. Bruynzeel Fabrieken in Zaandam sowie anschließend vom 1. Oktober 1967 bis zum 1. Juni 1972 Mitglied des Vorstands des Verlags Nederlandse Dagblad Unie (NDU).

## Weblink
- E.G. (Eddie) Stijkel. In: Parlament.com (niederländisch)

| Personendaten    | Personendaten                               |
| ---------------- | ------------------------------------------- |
| NAME             | Stijkel, Eddie                              |
| ALTERNATIVNAMEN  | Stijkel, Eildert Geurt (vollständiger Name) |
| KURZBESCHREIBUNG | niederländischer Politiker (VVD)            |
| GEBURTSDATUM     | 17. November 1918                           |
| GEBURTSORT       | Arnhem                                      |
| STERBEDATUM      | 1. Oktober 1982                             |
| STERBEORT        | Bilthoven, Provinz Utrecht                  |